# Prawdziwa miłość (telenowela)
Prawdziwa miłość (hiszp. Amor real) – meksykańska telenowela wyprodukowana w 2003 roku, przez Carla Estrada. W rolach głównych Adela Noriega i Fernando Colunga.

## Wersja polska
W Polsce telenowela była emitowana przez stacje TVN i TVN7 w wersji z polskim lektorem, którym był Mirosław Utta.

## Fabuła
Akcja rozgrywa się w XIX wieku, Trinidad i jego okolice. Młody lekarz Manuel (Fernando Colunga), który dopiero co odziedziczył wielką fortunę poznaje arystokratkę Mathilde (Adela Noriega), której rodzina przeżywa wielkie kłopoty finansowe. Manuel jest nią tak zauroczony, że postanawia pomóc jej rodzinie w zamian za małżeństwo z Mathilde. Dziewczyna jest jednak zakochana w żołnierzu Adolfie (Mauricio Islas) i nie zgadza się wyjść za mąż za mężczyznę, do którego czuje wstręt i uważa za nieokrzesanego, ohydnego prostaka. Dopiero po licznych namowach matki przyjmuje oświadczyny, ale w dniu ślubu Adolfo proponuje jej ucieczkę. Niestety odkrywa to rodzina Mathilde oraz Manuel i udaremniają im plany. Zazdrosny Manuel wywozi ją na wieś. Matilde źle się tam czuje, nie potrafi porozumieć się z mężem, ani z zakochaną w Manuelu Antonią (Chantal Andere) - córką zarządcy majątku. Wydawało by się, że sytuację pogorszy przyjazd Adolfa, który chce ponownie uciec z Mathilde. Jednak w chwili, kiedy Matilde ma szansę uciec zaczyna czuć, że Manuel jej się podoba, pożąda go, jednym słowem zakochuje się w nim.

## Obsada aktorska
- Adela Noriega - Matilde Peñalver y Beristáin de Fuentes Guerra
- Fernando Colunga - Manuel Fuentes Guerra Aranda
- Mauricio Islas - Adolfo Solís
- Ana Martín - Rosario Aranda
- Helena Rojo - Doña Augusta Curiel de Peñalver y Beristáin
- Carlos Cámara - Ramón Márquez
- Maya Mishalska - Marie De La Roquette Fuentes Guerra / Marianne Bernier
- Mariana Levy - Josefina de Icaza de Peñalver y Beristáin
- Chantal Andere - Antonia Morales
- Ernesto Laguardia - Humberto Peñalver y Beristáin Curiel
- Mario Iván Martínez - Renato Piquet
- Leticia Calderón - Hanna de la Corcuera
- Kika Edgar - Catalina Heredia de Solís
- Ana Bertha Espín - Prudencia Curiel Viuda de Alonso
- Ricardo Blume - General Don Hilario Peñalver y Beristáin
- Ingrid Martz - Pilar Piquet de Márquez